# Associação Latino-Americana de Livre-Comércio

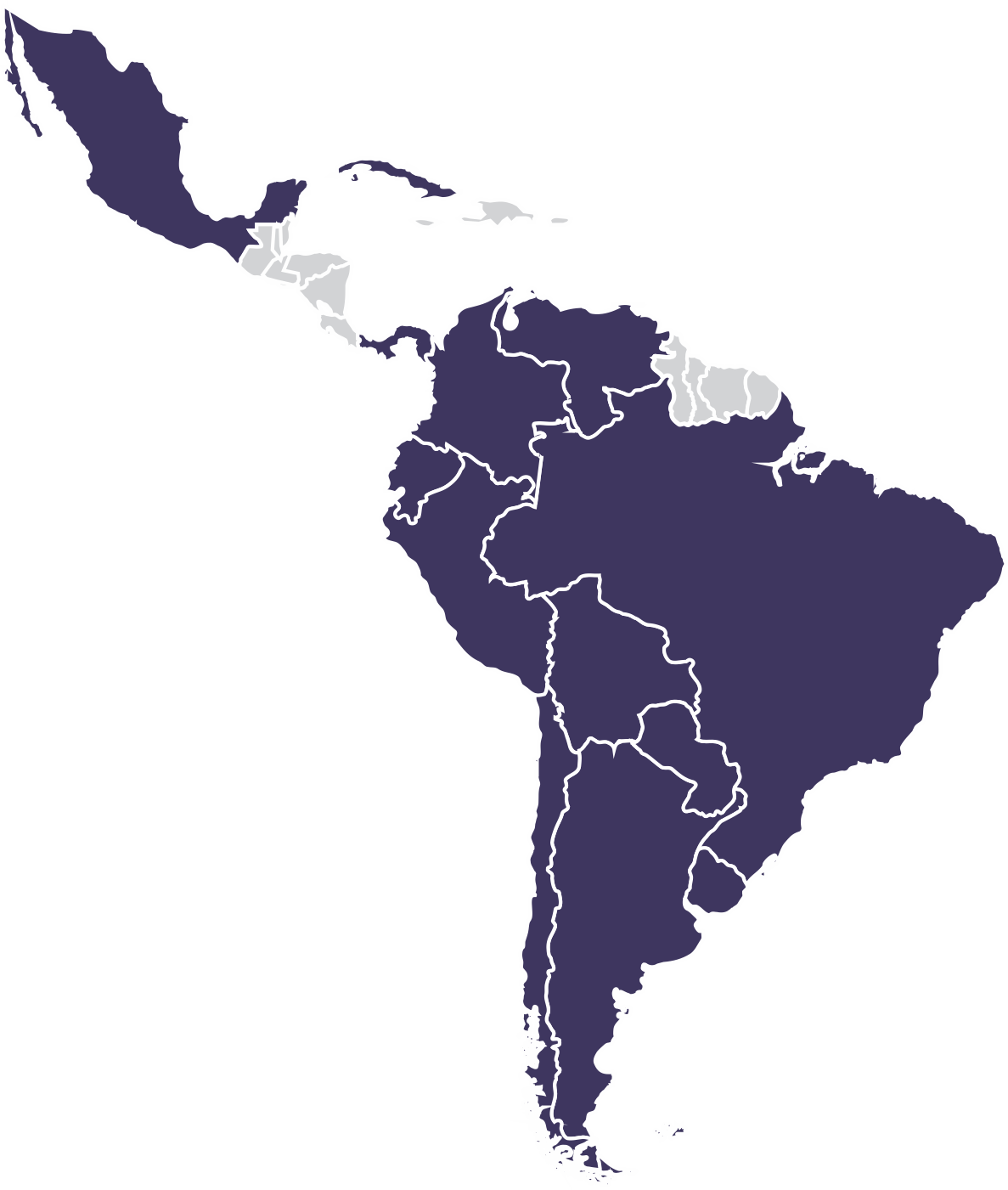
Mapa da América Latina, com os países que atualmente fazem parte da ALADI.

A Associação Latino-Americana de Livre Comércio foi uma tentativa de integração comercial da América Latina na década de 1960. Os membros eram Argentina, Brasil, Chile, México, Paraguai, Peru, e Uruguai. Pretendiam criar uma área de livre comércio na América Latina.
Em 1970, a ALALC se expandiu com a adesão de novos membros: Bolívia, Colômbia, Equador, e Venezuela. Em 1980, se tornou Associação Latino-Americana de Desenvolvimento e Intercâmbio (ALADI). 

## História
A proposta de uma união latino-americana é antiga, ainda durante o movimento de independência política dos países do Novo Continente. Em nome da liberdade e da independência das novas nações, Simón Bolívar formulou uma proposta de unidade regional que incluía os projetos de formação de uma Federação de Repúblicas, de um sistema comum de defesa e de uma união econômica. Essa proposta sofreu muitas resistências e não foi levada a cabo, mas é considerada, hoje, a primeira manifestação de um movimento integralista regional.
Essa manifestação do latino-americanismo pode ser considerada a primeira fase do movimento integracionista regional. A dificuldade em se estabelecer essa união decorre, inclusive, da discordância entre o ideário pan-americano e o latino-americano. Se, por um lado, os EUA tinham a intenção de promover o pan-americanismo, através das sucessivas Conferências Internacionais Americanas, por outro lado, países latino-americanos membros da Organização dos Estados Americanos (OEA) criaram a Comissão Especial de Coordenação Latino-americana (Ceda), confrontando o grande poder dos EUA.
Mais recentemente, durante a década de 1950, foi-se formando o conceito de integração econômica regional e que acabou constituindo um dos componentes do pensamento da Comissão Econômica para a América Latina (Cepal). Nessa nova fase do movimento integracionista, acontecem grandes debates sobre esse conceito e é nesse momento que surgem o Mercado Comum Centro-americano (MCCA) - iniciado no começo dos anos 1950 -, a Associação Latino-americana de Livre Comércio (Alalc), em 1960, o Pacto Andino e, mais tarde, a formação da Comunidade Caribenha (Caricom).
Os aspectos mais significativos para a formação da ALALC são:
- influência da Cepal;
- constituição da Comunidade Económica Europeia (CEE) em 1957 pelo Tratado de Roma.

A influência da Cepal deve-se, pois, esta enxergava na formação de um mercado comum latino-americano uma condição fundamental no processo de substituição de importações. Segundo a Comissão, esse processo contribuiria das seguintes formas:
- ampliação dos mercados nacionais, gerando economias de escala;
- alocação de atividades industriais mais conveniente para cada país;
- aumento do intercâmbio comercial entre os países da região;
- crescimento da exportação de manufaturados decorrentes da ação dos dois primeiros

Os dois primeiros efeitos seriam a chave para a melhoria da eficiência dos parques industriais dos países membros, pois propiciariam a substituição parcial da produção de bens de consumo pela produção de bens de capital. Os dois últimos efeitos, contribuiriam significativamente para atenuação da vulnerabilidade externa.
A formação da Comunidade Econômica Europeia, por sua vez, influenciou as autoridades americanas em dois pontos:
- fascínio e vontade de reproduzir a experiência europeia na América do Sul;
- receio de um decorrente aumento das barreiras comerciais e diminuição dos fluxos comerciais para o mercado local.

Este último ponto, influenciado principalmente pela ideia vineriana de "desvio do comércio".